# ساراگوسا (انتیوکیا)
ساراگوسا (انتیوکیا) (به اسپانیایی: Zaragoza Municipality, Antioquia) یک سکونتگاه مسکونی در کلمبیا است که در بخش انتیوکیا واقع شده‌است.